# Liste der Senatoren der Freien Stadt Frankfurt 1817
Diese Liste enthält die Senatoren der Freien Stadt Frankfurt im Jahr 1817.
Dieser erste Senat der Freien Stadt Frankfurt wurde noch nicht gemäß der Konstitutionsergänzungsakte bestimmt. Als Übergangsregelung wurde geregelt, dass die bisherigen Ratsmitglieder als Schöffen in den neuen Senat übernommen werden sollten. Als neue Senatoren sollten 20 Bürger (2 dritter Ordnung und 18 zweiter Ordnung; 12 davon sollten Rechtsgelehrte sein) gewählt werden. Am 26. August 1816 und den Folgetagen erfolgte diese Ergänzungswahl der neuen 20 Senatoren.

## Senatoren
| Bank                     | Name                                                              | Geburtsdatum  | Mitglied des Gesetzgebenden Körpers | Anmerkung              |
| ------------------------ | ----------------------------------------------------------------- | ------------- | ----------------------------------- | ---------------------- |
| 1. Bank / Schöffen       | Johann Wilhelm Metzler                                            | 17. Nov. 1755 | ja                                  | Älterer Bürgermeister  |
| 1. Bank / Schöffen       | Friedrich Maximilian von Günderrode                               | 14. Dez. 1753 | ja                                  |                        |
| 1. Bank / Schöffen       | Adolph Carl von Humbracht                                         | 18. März 1753 | ja                                  |                        |
| 1. Bank / Schöffen       | Johann Nicolaus Olenschlager                                      | 18. Feb. 1751 | ja                                  |                        |
| 1. Bank / Schöffen       | Johann Büchner                                                    | 18. Juni 1756 | ja                                  |                        |
| 1. Bank / Schöffen       | Johann Ernst Friedrich Danz                                       | 17. Jan. 1759 |                                     |                        |
| 1. Bank / Schöffen       | Carl Friedrich Wilhelm Schmidt                                    | 2. Aug. 1761  | ja                                  |                        |
| 1. Bank / Schöffen       | Georg August Bachmann                                             | 9. Aug. 1760  |                                     |                        |
| 1. Bank / Schöffen       | Carl Wilhelm von Günderrode                                       | 19. März 1765 | ja                                  |                        |
| 1. Bank / Schöffen       | Heinrich Dominikus von Heyden                                     | 11. Jan. 1744 |                                     |                        |
| 1. Bank / Schöffen       | Johann Jacob Rothhan                                              | 11. Apr. 1748 |                                     |                        |
| 1. Bank / Schöffen       | Johann Isaac Hoffmann                                             | 22. Dez. 1751 |                                     |                        |
| 1. Bank / Schöffen       | Johann Justus Scherbius                                           | 17. Sep. 1763 |                                     |                        |
| 1. Bank / Schöffen       | Peter Clemens Müller                                              | 21. Okt. 1755 |                                     |                        |
| 1. Bank / Schöffen       | Philipp Carl Diehl                                                | 7. Sep. 1751  |                                     |                        |
| 1. Bank / Schöffen       | Christian Friedrich Steiß                                         | 10. März 1754 | ja                                  |                        |
| 1. Bank / Schöffen       | Johann Wolfgang Textor                                            | 29. Jan. 1767 |                                     |                        |
| 1. Bank / Schöffen       | Johann Jacob Lucius                                               | 23. Apr. 1761 |                                     |                        |
| 1. Bank / Schöffen       | Johann Jacob Andreae                                              | 27. Jan. 1741 |                                     |                        |
| 1. Bank / Schöffen       | Heinrich Ludwig von Glauburg                                      | 10. Mai 1753  |                                     |                        |
| 2. Bank / Senatoren      | Friedrich Joseph Cleynmann                                        | 13. März 1764 |                                     | Jüngerer Bürgermeister |
| 2. Bank / Senatoren      | Georg Friedrich von Guaita                                        | 2. Juni 1772  | ja                                  |                        |
| 2. Bank / Senatoren      | Justinian von Adlerflycht                                         | 30. Jan. 1761 |                                     |                        |
| 2. Bank / Senatoren      | Friedrich Philipp Wilhelm Freiherr von Malapert genannt Neufville | 30. Sep. 1784 |                                     |                        |
| 2. Bank / Senatoren      | Johann Friedrich von Meyer                                        | 12. Sep. 1772 |                                     |                        |
| 2. Bank / Senatoren      | Georg Wilhelm Zeitmann                                            | 26. Aug. 1771 |                                     |                        |
| 2. Bank / Senatoren      | Ferdinand Maximilian Starck                                       | 1. Nov. 1777  |                                     |                        |
| 2. Bank / Senatoren      | Johann Peter Hieronymus Hoch                                      | 16. Jan. 1779 |                                     |                        |
| 2. Bank / Senatoren      | Johann Georg Rößing                                               | 22. Aug. 1778 | ja                                  |                        |
| 2. Bank / Senatoren      | Franz Brentano                                                    | 18. Nov. 1765 |                                     |                        |
| 2. Bank / Senatoren      | Bernhard Pensa                                                    | 28. Dez. 1772 |                                     |                        |
| 2. Bank / Senatoren      | Johann Anton Moritz                                               | 28. Jan. 1758 | ja                                  |                        |
| 2. Bank / Senatoren      | Gerhard Christian Thomas                                          | 5. Feb. 1785  |                                     |                        |
| 2. Bank / Senatoren      | Johannes Schmidt                                                  | 3. Dez. 1765  | ja                                  |                        |
| 2. Bank / Senatoren      | Gottfried Scharff                                                 | 5. Juni 1782  | ja                                  |                        |
| 2. Bank / Senatoren      | Kaspar Johann Wüstefeld                                           | 8. Dez. 1782  |                                     |                        |
| 2. Bank / Senatoren      | Joh. Nicolaus Vogt                                                | 6. Dez. 1756  |                                     |                        |
| 2. Bank / Senatoren      | Johann Georg Sarasin                                              | 13. März 1762 | ja                                  |                        |
| 2. Bank / Senatoren      | Johann Gerhard Hofmann                                            | 5. Apr. 1757  |                                     |                        |
| 2. Bank / Senatoren      | Christoph Friedrich Ihm                                           | 18. Okt. 1767 | ja                                  |                        |
| 3. Bank / Rathsverwandte | Johann Friedrich Müller                                           | 4. Jan. 1765  | ja                                  |                        |
| 3. Bank / Rathsverwandte | Georg Daniel Bock                                                 | 28. Okt. 1759 |                                     |                        |
| 3. Bank / Rathsverwandte | Johann Georg Karl Hof                                             | 13. Jan. 1759 |                                     |                        |
| 3. Bank / Rathsverwandte | Georg Schmidt                                                     | 10. Sep. 1752 |                                     |                        |
| 3. Bank / Rathsverwandte | Joh. Jost. Schumm                                                 | 11. Dez. 1746 |                                     |                        |
| 3. Bank / Rathsverwandte | Christian Frick                                                   | 18. Sep. 1746 |                                     |                        |
| 3. Bank / Rathsverwandte | David Rücker                                                      | 25. Sep. 1776 | ja                                  |                        |
| 3. Bank / Rathsverwandte | Christoph Jacob Haag                                              | 9. Feb. 1775  |                                     |                        |
| 3. Bank / Rathsverwandte | Wilhelm Peter Binding                                             | 14. Mai 1772  |                                     |                        |
| 3. Bank / Rathsverwandte | Johann Gottfried Horrmann                                         | 23. Jan. 1765 | ja                                  |                        |
| 3. Bank / Rathsverwandte | Johann Josua Lemme                                                | 4. Dez. 1756  | ja                                  |                        |
| 3. Bank / Rathsverwandte | Eberhard Ludwig Bloß                                              | 1. Feb. 1761  |                                     |                        |